# Висоцький Сергій Віталійович
Сергій Віталійович Висоцький (нар. 10 липня 1985, Київ) — український журналіст, політик. Народний депутат України, член партії «Народний фронт».

## Життєпис
Працював у газетах «Коммерсантъ Украина», «Економічні Вісті», Газета 24, журналі «Фокус». Був спеціальним кореспондентом ТОВ "Інформаційне агентство «ЛІГАБізнесІнформ», заступником головного редактора ТОВ «Новини — ТВ». Започаткував з 2019-2022 щотижневу передачу «Червона лінія з Сергієм Висоцьким» на «Еспресо TV».
з 2022 початкував працювати на "Прямому" каналі.
Спеціалізація: політичні та кримінальні новини, розслідування, репортажі, інтерв'ю, аналітика.
Заступник голови Комітету Верховної Ради з питань свободи слова та інформаційної політики.